# Claude Pouteau
Claude Pouteau, né le 14 août 1724 à Lyon, et mort le 10 février 1775 dans la même ville, est un chirurgien et inventeur français.

## Biographie
Claude Pouteau est le fils d'un chirurgien, et son père dirige d'abord son éducation médicale. Il fait ensuite des études à Paris (il a comme maîtres Jean-Louis Petit, Henri François Le Dran  et Sauveur-François Morand) et revient à Lyon une fois sa thèse soutenue. Il est nommé garçon-chirurgien à l’hôtel-Dieu en 1744. Il succède à Grassot dans les fonctions de chirurgien major de l'hôtel-Dieu et continuera, comme ce dernier, à favoriser la vaccination contre la petite vérole. En 1753 il se tourne vers la pratique privée, où il a beaucoup de succès.
En 1755 il est fait membre de l'Académie des sciences, belles-lettres et arts de Lyon.
Pouteau est un médecin très humain. Par exemple, il met fin chez lui aux opérations de la taille faites d'affilée (les spectateurs voyaient plusieurs opérations, mais les malades attendaient dans les cris de ceux qui les précédaient). C'est pourtant Pouteau, pour son usage du feu, qui sera accusé de cruauté par ses concurrents. De plus, pour damer le pion aux charlatans, il va jusqu'à imiter leurs manières, plus séduisantes que celles des chirurgiens, afin d'éviter aux patients une opération dangereuse et des frais élevés.
L'hôtel-Dieu de Lyon a avant lui une excellente réputation pour ce qui est de la mortalité post-opératoire ; il la conserve.
Il meurt d'une fracture du crâne consécutive à une chute. 

## Contributions

### Observations
Pouteau apporte de nombreuses observations sur le cancer, sur le feu dans le traitement des rhumatismes et ailleurs, sur les propriétés des pores de la peau, sur la phtisie pulmonaire et sur le rachitisme.

### L'asepsie avant le mot
Un siècle avant Semmelweiss, il comprend que, dans les hôpitaux, l'infection ne se transmet pas seulement par l'air, mais par le contact direct avec les mains, les pansements et les instruments du chirurgien et il en déduit des mesures d'asepsie.
Ce n'est pas seulement l'air insalubre qu'il accuse des cas de gangrène, ou « pourriture d'hôpital » (qui transformait souvent des blessures mineures en handicaps graves). Contre ce qu'il appelle le « virus gangreneux », il prescrit :
- le lavage des mains ;
- « l'utilisation de papier ou de carton à usage unique[4] » pour panser ;
- en général, que le linge servant aux pansements ne soit plus réutilisé à cette fin ;
- que la charpie soit fabriquée hors de l'hôpital par des mains propres et amenée au fur et à mesure[4].

### Éponymie
Il est le premier à décrire la fracture de l'extrémité inférieure du radius avec bascule postérieure. Abraham Colles a poursuivi l'étude de cette fracture qui est aujourd'hui connue sous les noms de fracture de Pouteau-Colles ou de fracture de Colles.

## Réalisations

### Inventions et procédés
- Lithotome au niveau.

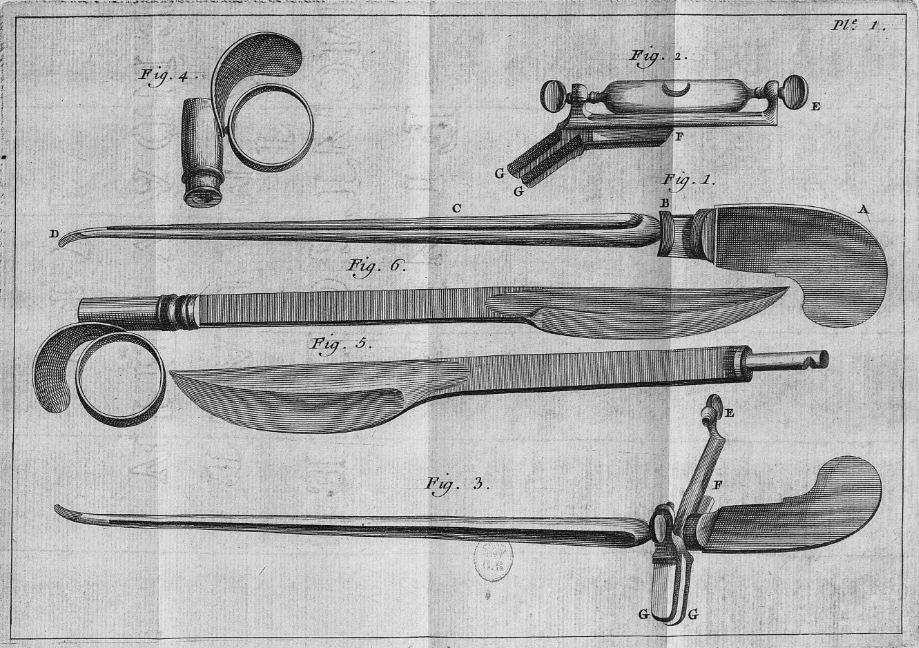
Instruments de Pouteau pour la taille au niveau, 1765

- Incision par l'intérieur de la paupière (pour éviter les cicatrices visibles) dans le cas d'obstruction des voies lacrymales[8].
- « Modifications dans divers domaines opératoires : les ligatures de l'épiploon dans la hernie étranglée, les pansements des fistules à l'anus, les ligatures artérielles dans les amputations, la réduction des luxations de hanche, etc.[8] »

### Œuvres

#### Publications
- Mélanges de chirurgie, Lyon, Geofroy Regnault, 1760
  - Réimpression à la demande, éditions Kissinger  (ISBN 9781104997847)
  - Avis d'un serviteur d'Esculape, sur les Mélanges de chirurgie : aux citoyens de Lyon, 1761
- Essai sur la rage, 1763
- La taille au niveau. Mémoire sur la lithotomie par l'appareil latéral, circonstances et dépendances, avec addition de quelques nouveaux instruments pour cette opération, Avignon, 1765
- Œuvres posthumes, éditées et augmentées par Jean Colombier, 1783 : t. 1 ; t. 2 ; t. 3

#### Œuvres en traduction
- Vermischte Schrifften von der Wundarzneykunst, trad. Georg Ludwig Rumpelt, Dresde et Varsovie, 1764[9]

#### Manuscrit
- À l'université Duke[10]

## Postérité
La fracture du radius coté poignet est dite de Pouteau-Colles. À Lyon, une rue de la colline de la Croix Rousse porte son nom depuis le 18 juin 1829.
- Buste de Jean Legendre-Héral, sculpteur originaire de Montpellier, à l'un des angles du dôme de l'hôtel-Dieu de Lyon.
- Gravure d'Augustin de Saint-Aubin

### Bibliographie

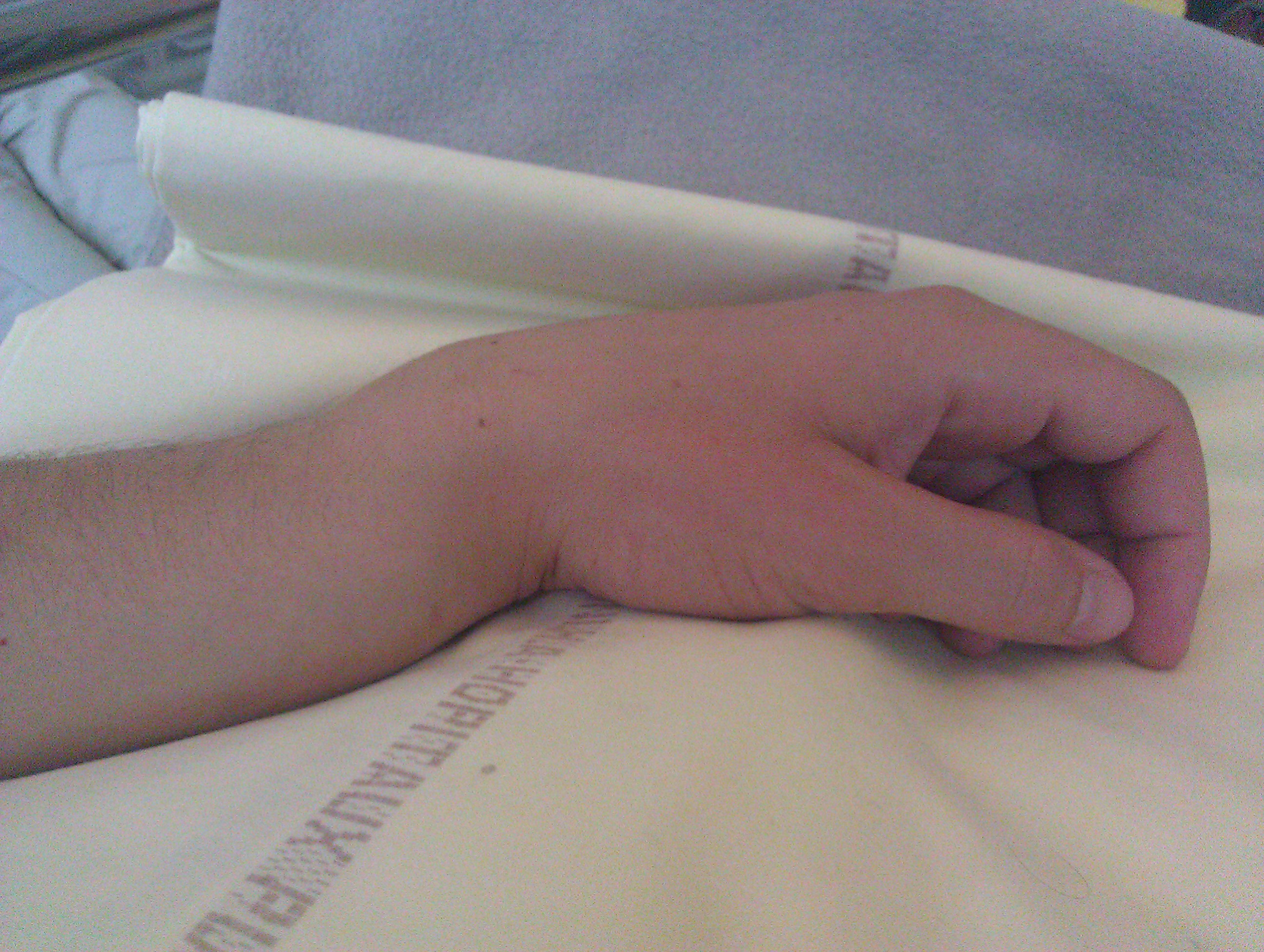
Déformation caractéristique de la fracture de type Pouteau-Colles